# 신광여자중학교
신광여자중학교(信光女子中學校)는 대한민국 서울특별시 용산구 청파동3가에 있는 사립 중학교이다.

## 학교 연혁
- 1946년 8월 17일 : 서울 용산구 청파동 3가 100번지 현 위치에 ‘신광여자기예초급중학교’ 를 설립
- 1946년 10월 1일 : 교사 5명, 학생 48명으로 개교
- 1946년 10월 1일 : 초대 최영휘 교장 취임
- 1947년 4월 1일 : 학교 이름을 ‘신광여자중학교’ 로 개칭
- 1950년 5월 20일 : 중학교 4년제 제1회 졸업생 48명을 배출함
- 1951년 4월 1일 : 재단 법인 ‘신광학원’ 설립 인가 받음
- 1964년 1월 24일 : 학교 법인 ‘신광학원’ 으로 조직 변경 인가 받음
- 2011년 2월 26일 : 학교법인 신광학원 제9대 이희택 이사장 취임
- 2018년 3월 1일 : 제13대 박선주 교장 취임
- 2023년 2월 10일 : 제74회 졸업식 거행 (졸업생 누계 33,782명)
- 2023년 3월 2일 : 2023학년도 신입생(85명) 입학

## 참고 자료
- 신광여자중학교 - 한국교육학술정보원 학교알리미